# Бруні Федір Антонович
Фідельйо Бруні, або Федір Антонович Бруні (італ. Fidelio Bruni; 10 червня 1799, Мілан — 11 листопада 1875) — російський художник італійського походження, академік Петербурзької академії мистецтв (з 1834), ректор (1855—1871). Автор картин на історичні та біблійні теми.
Тарас Шевченко двічі згадав Бруні в «Щоденнику» (10 і 12 липня 1857), негативно оцінюючи його творчість, типову для академізму. В 1860 виконав у Петербурзі портрет Бруні (папір, офорт, 16,6 × 12.6). Праворуч на зображенні дзеркально обернено травленим штрихом авторський підпис і дата: «Т. Шевченко, 1860», нижче вигравірувано: «Федор Антонович Бруни».

## Праці

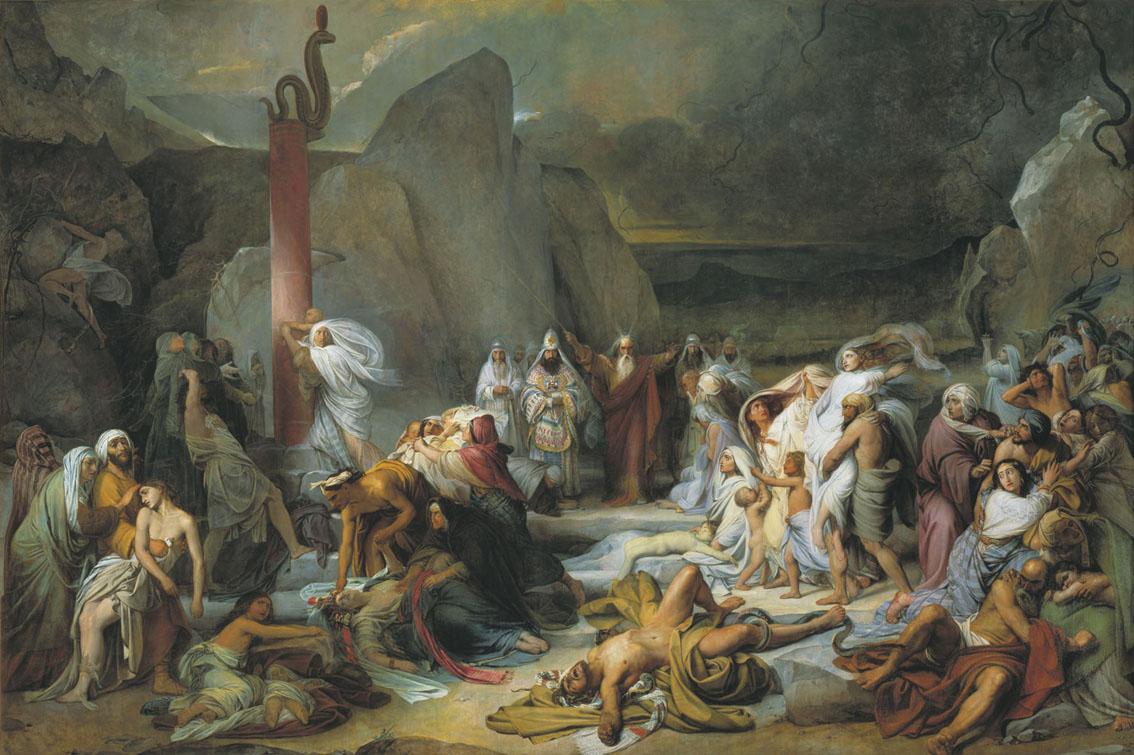
Мідний змій
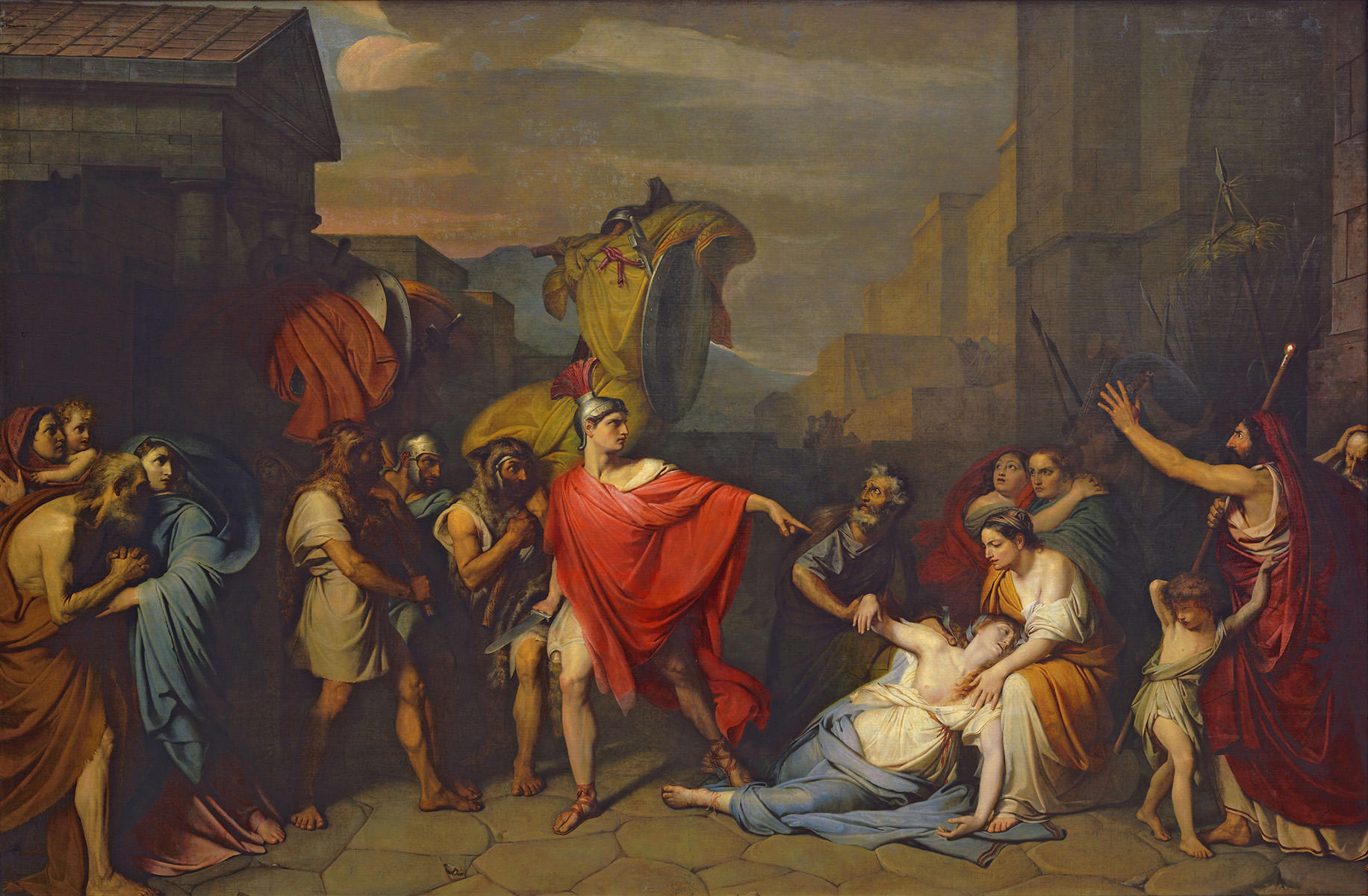
Смерть Камілли, сестри Гораціо
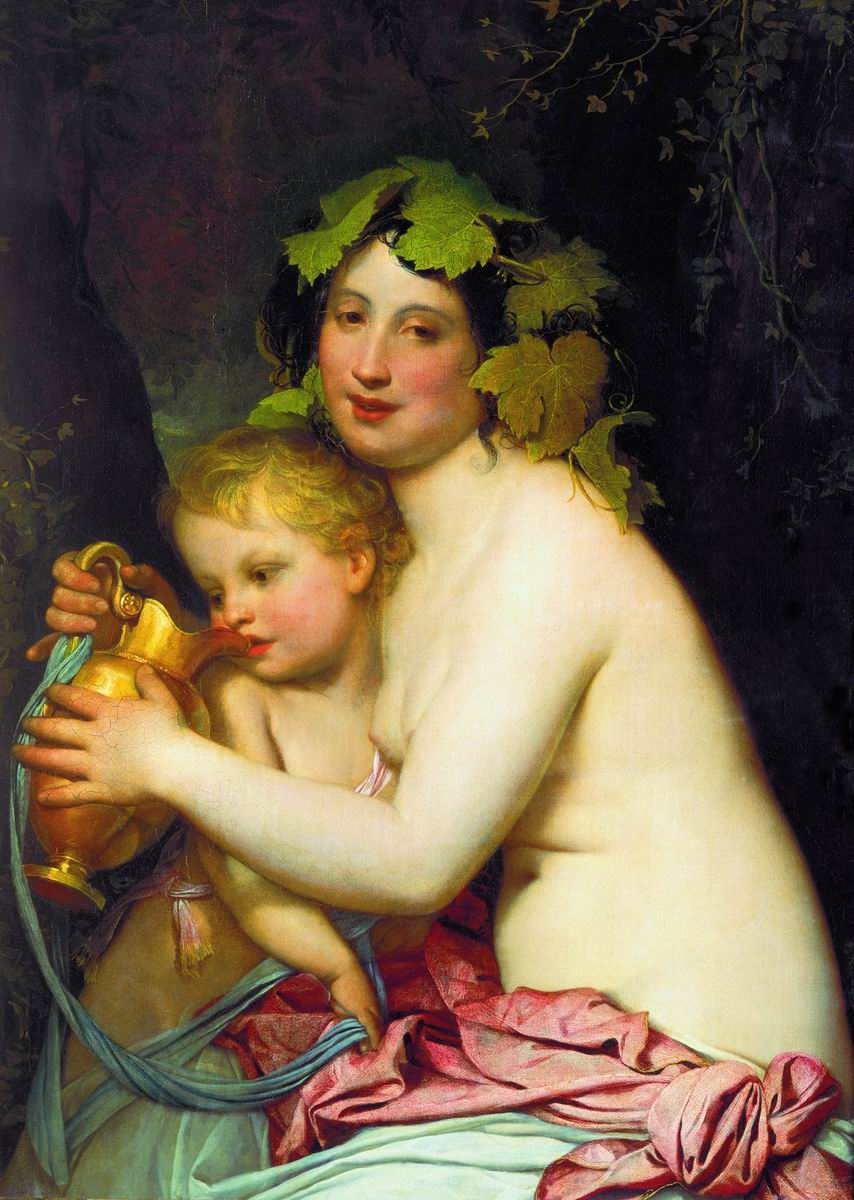
Вакханка, що напуває Амура
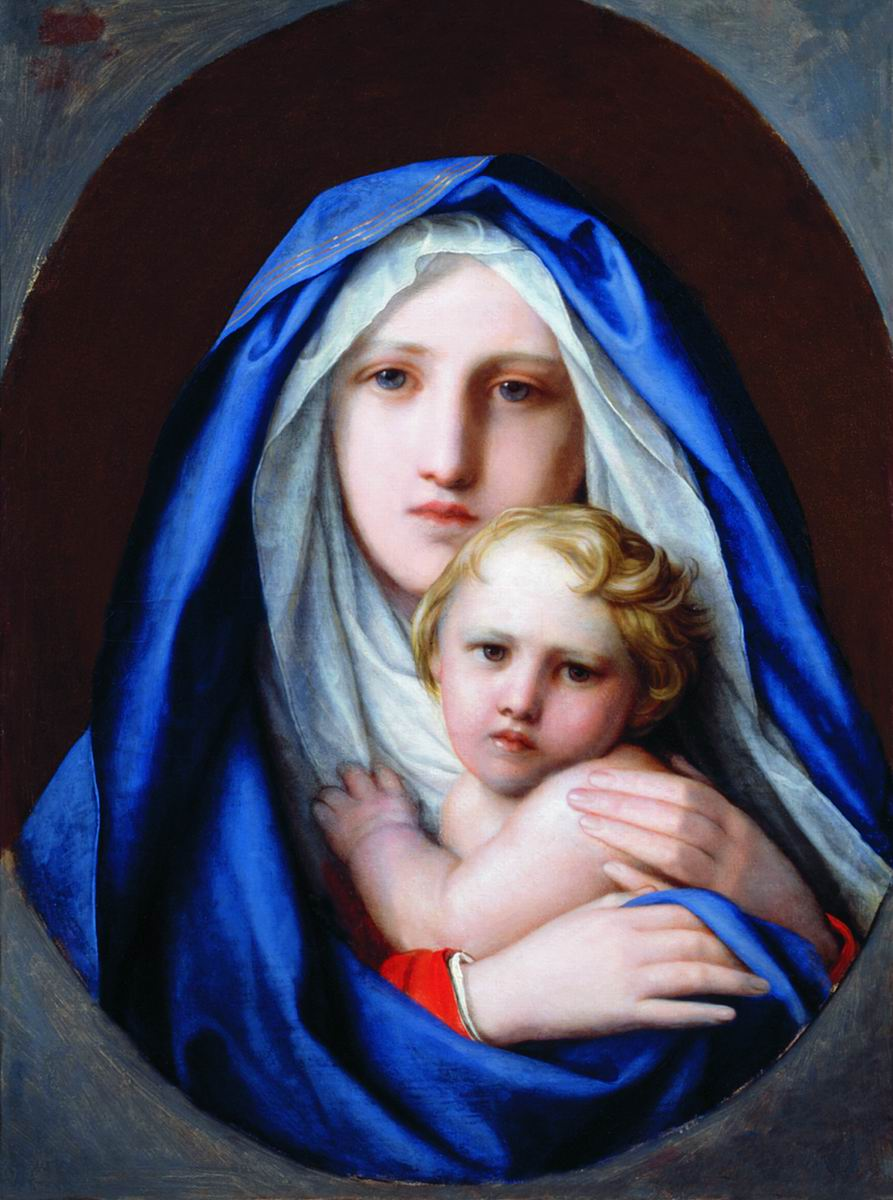
Богоматір з немовлям
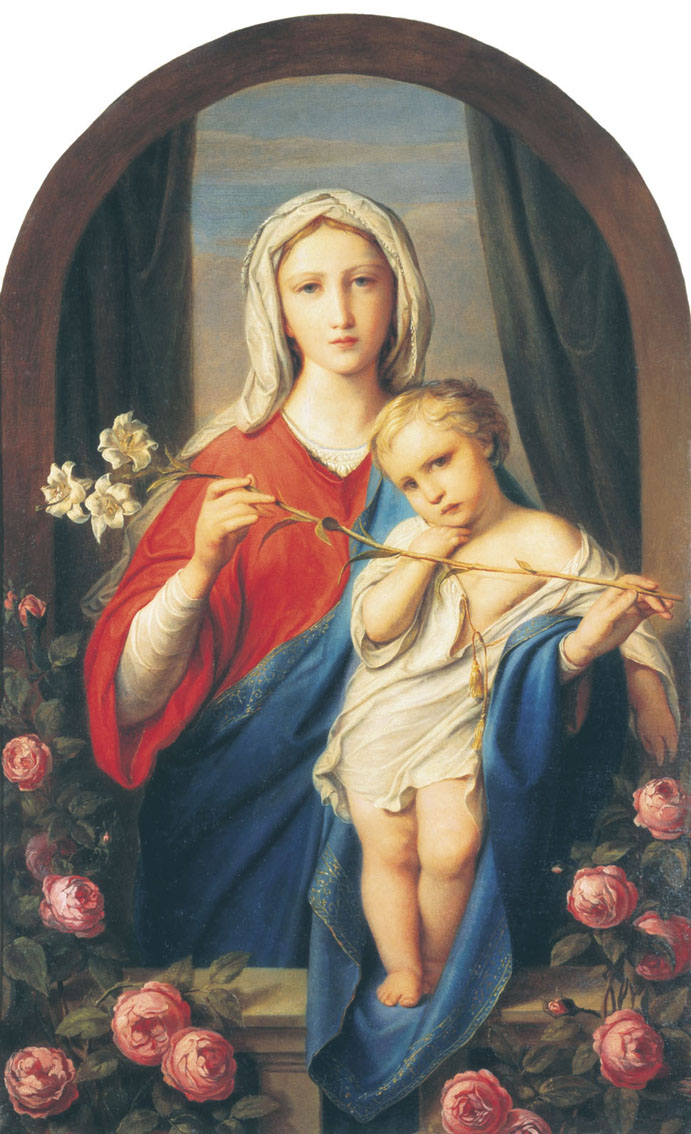
Богоматір з немовлям в трояндах
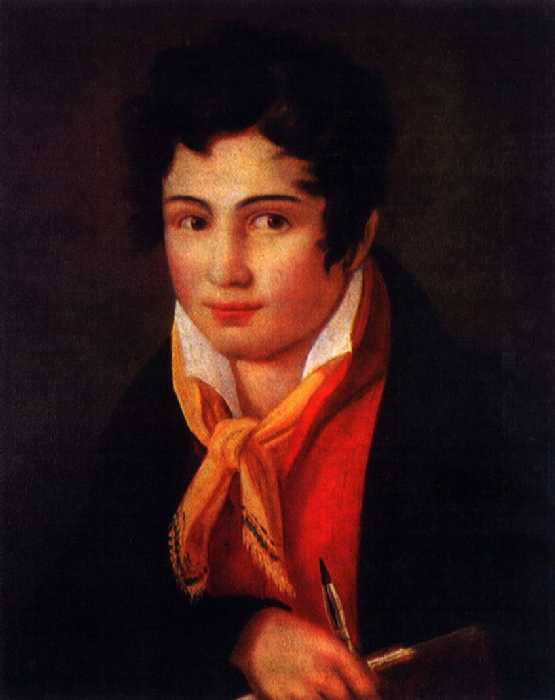
Автопортрет Бруні
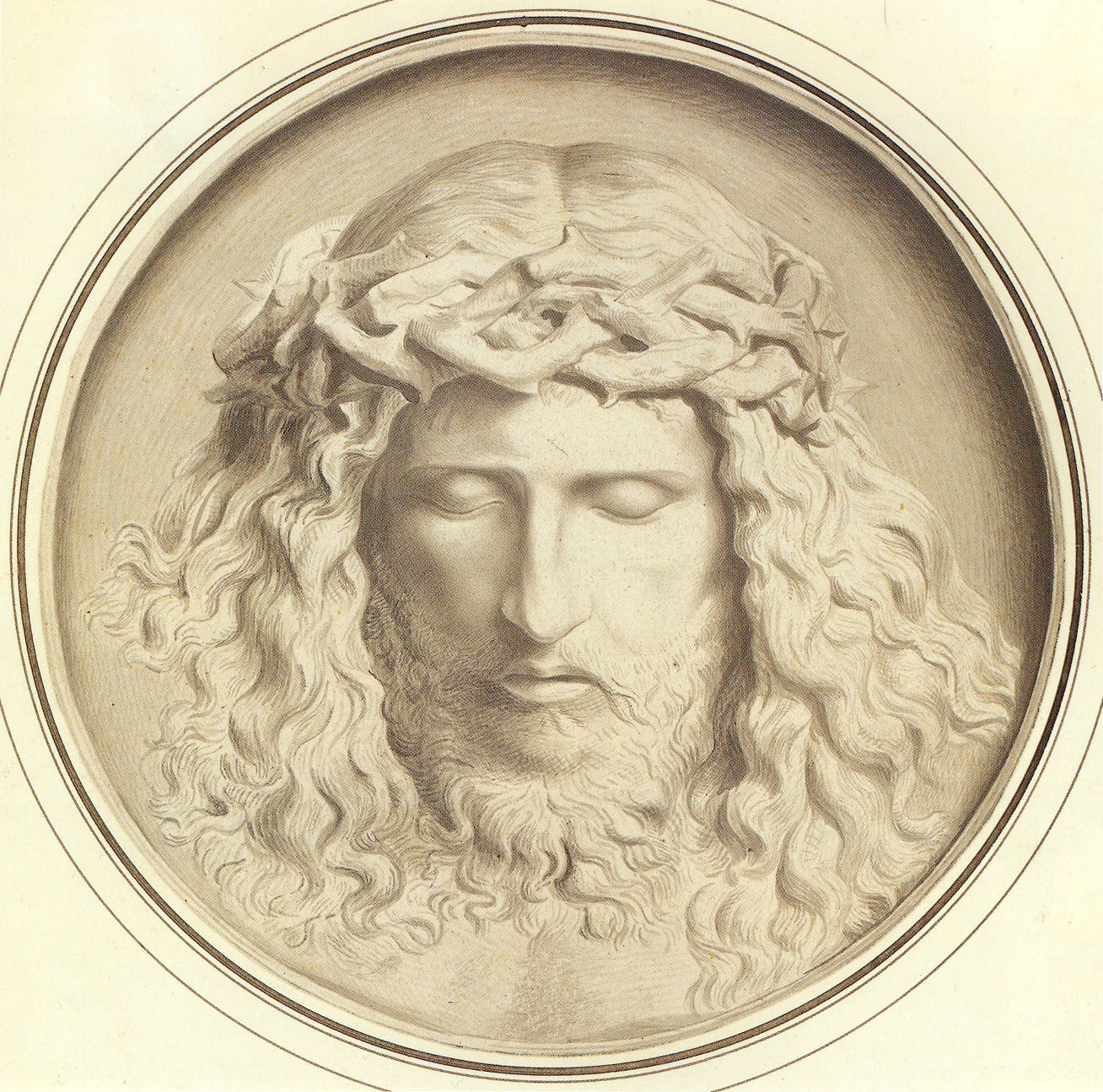
Голова Христа в терновому вінці
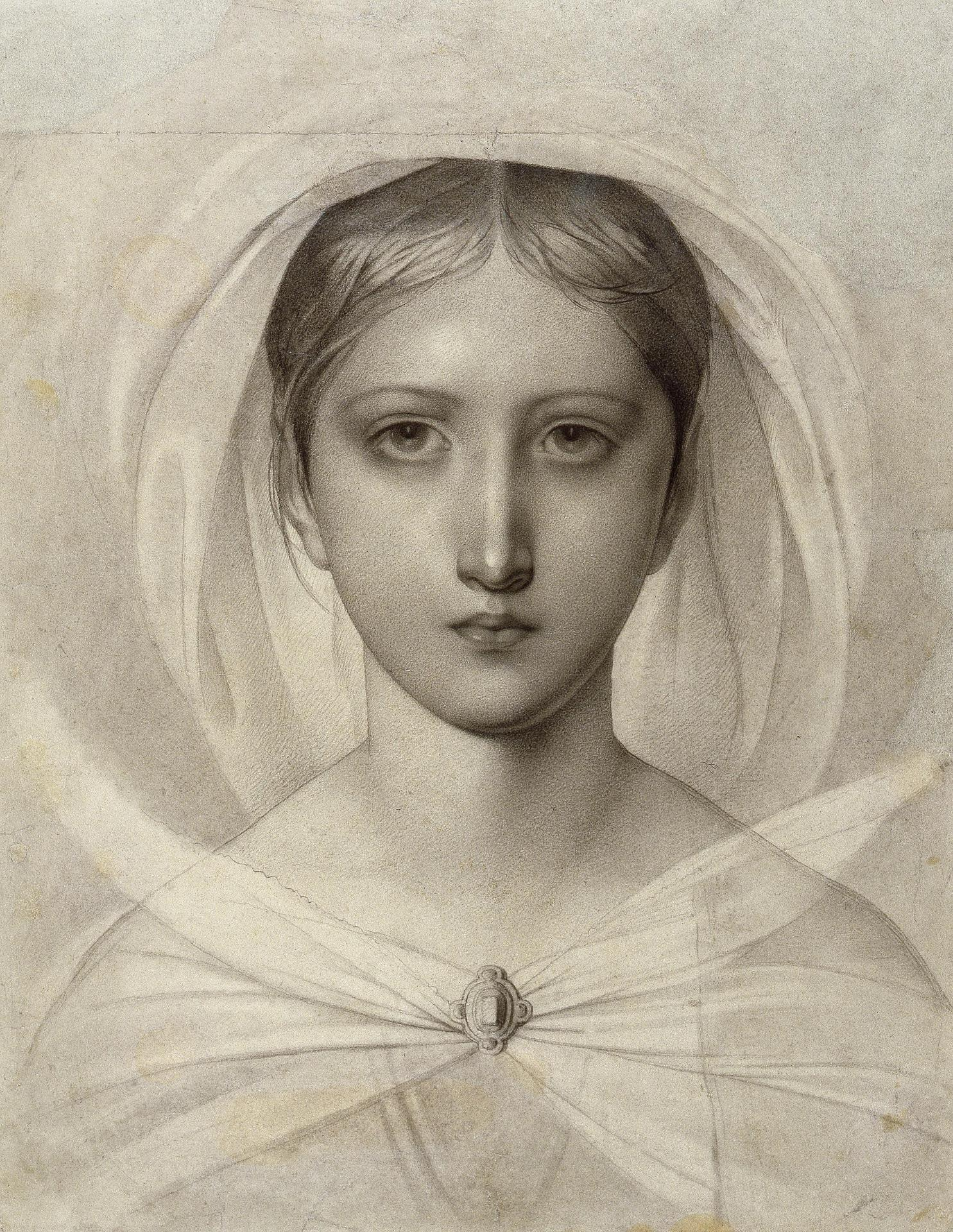
Голова Мадонни